# Argemone rosea
Argemone rosea là một loài thực vật có hoa trong họ Anh túc. Loài này được Hook. mô tả khoa học đầu tiên năm 1831.